# Letcher megye
Letcher megye az Amerikai Egyesült Államokban, azon belül Kentucky államban található. Megyeszékhelye Whitesburg, legnagyobb városa Jenkins. Lakosainak száma 21 548 fő (2020. április 1.). Letcher megye Pike, Knott, Perry, Harlan és Wise megyékkel határos.

## Népesség
A megye népességének változása:
| Lakosok száma | 24 572 | 24 458 | 23 997 | 23 619 | 23 123 | 21 548 |
|               | 2010   | 2011   | 2012   | 2013   | 2015   | 2020   |